# Academia Mallarmé

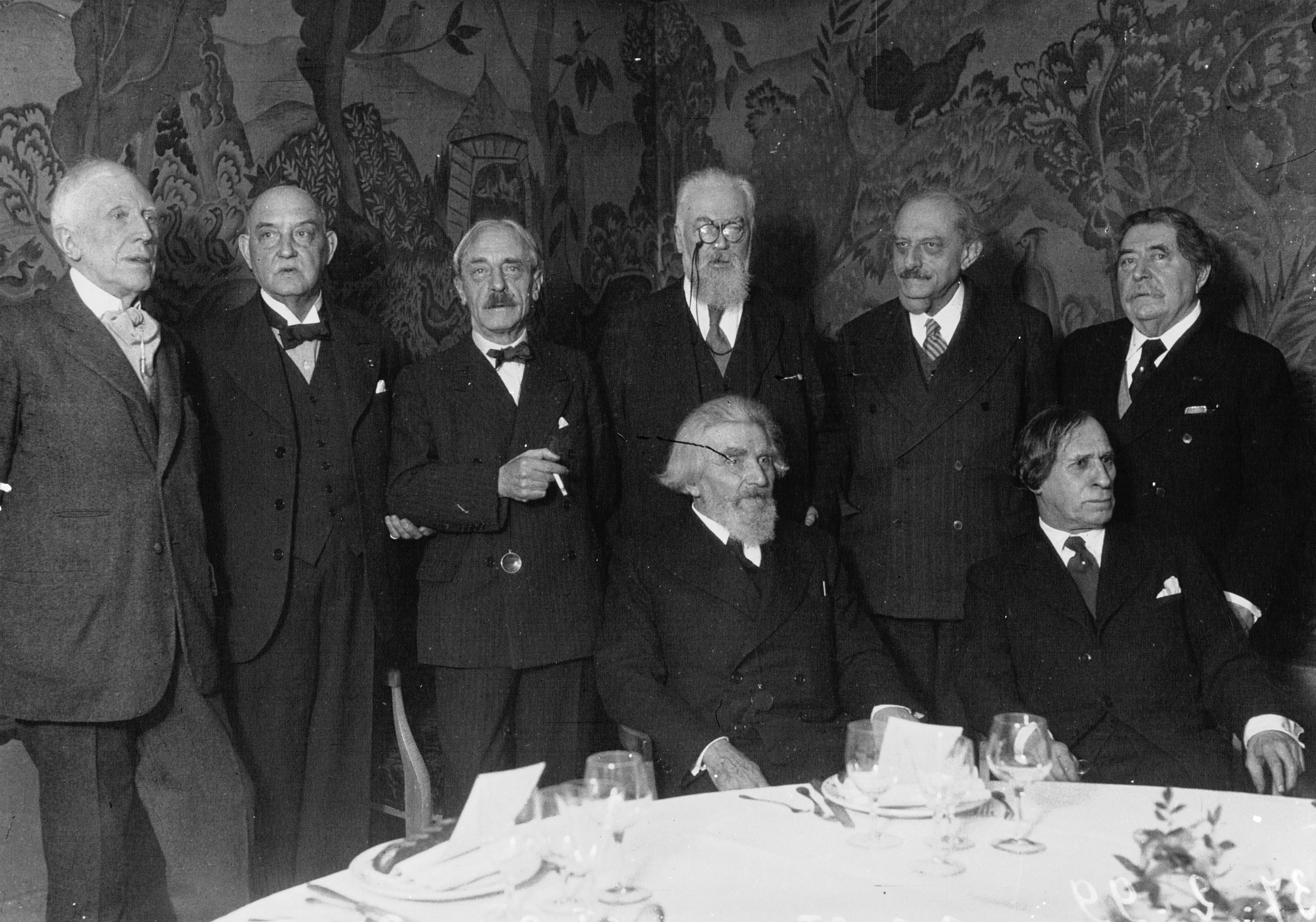
Algunos de los miembros fundadores de la Academia Mallarmé en 1937. De izquierda a derecha: (de pie) Édouard Dujardin, Francis Vielé-Griffin, Paul Valéry, André-Ferdinand Herold, André Fontainas, Jean Ajalbertt; (sentados) Saint-Pol-Roux, Paul Fort.

La Académie Mallarmé es una academia literaria francesa de escritores y poetas fundada en 1937. Desde 1976, la Académie otorga el premio Mallarmé, galardón literario anual, en la feria del libro de Brive. Entre los miembros fundadores figuran Paul Valéry, Édouard Dujardin, André Fontainas, Charles Vildrac, Maurice Maeterlinck, Ferdinand Hérold, Albert Mockel, Léon-Paul Fargue, Francis Viélé-Griffin, Paul Fort, Saint-Pol-Roux, Valéry Larbaud, y Jean Ajalbert. Cuando se les preguntó a André Gide, Francis Jammes o Paul Claudel sobre su pertenencia, rechazaron la invitación.

## Historia
Más tarde se sumaron escritores como Jean Cocteau, Gérard d'Houville, Henry Charpentier, Jacques Audiberti y Henri Mondor.
En 2008, los miembros de la Academia incluyen a Jean L'Anselme, Jean-Michel Maulpoix, Robert Sabatier, Sylvestre Clancier, Abdellatif Laâbi, Venus Ghoury-Ghata, Andrée Chedid, Anís Koltz, Philippe Jones, Jean Portante, Robert Marteau, François Montmaneix, Jean Orizet, Claude Beausoleil, Dominique Grandmont, Marie-Claire Bancquart, Claude Vigée, Richard Rognet, Charles Dobzynski, Pierre Oster, Lionel Ray, Édouard Maunick, Jean Pérol, Bernard Mazo, Philippe Delaveau, Pierre Dhainaut, Henri Meschonnic, Michel Deguy, Alexandre Voisard, Max Alhau, Claudine Helft...

## Miembros
La Academia Mallarmé se compone en la actualidad (por orden alfabético) de :
| - Max Alhau - Gabrielle Althen - Marc Alyn - Olivier Barbarant - Linda Maria Baros - Claudine Bohi - Sylvestre Clancier - presidente - Danièle Corre - Seyhmus Dagtekin - Christophe Dauphin | - Philippe Delaveau - Paul Farellier - Bernard Fournier - secretario general - Hubert Haddad - Claudine Helft - Jean Le Boël - Jean-Pierre Lemaire - Daniel Leuwers - tesorero - Yves Namur - Jean Orizet - presidente de honor | - Jean Pérol - Serge Pey - Jean Portante - Bernard Pozier - Lionel Ray - vicepresidente - Richard Rognet - Nohad Salameh - Jean-Luc Steinmetz - Alexandre Voisard |

- Vénus Khoury-Ghata y Patrick Laupin son miembros de honor.